# Résidence Kennedy
La résidence Kennedy, souvent appelée Tour Kennedy, est un immeuble de grande hauteur construit dans le centre de Liège près de la Meuse, face au pont Kennedy, entre 1967 et 1970. Sa hauteur, de 85 mètres, en a fait pendant une petite décennie l'immeuble le plus haut de Liège, avant l'achèvement de la Tour Atlas en 1978. 
Elle est conçue par les architectes Jean Poskin et Henri Bonhomme.

## Histoire

### Contexte
À la sortie de la Seconde Guerre mondiale, sous l'impulsion du plan Marshall et face à la demande en logements à Liège, l'urbanisme fonctionnel est en plein essor. La ville de Liège est alors grandement modifiée avec notamment le quartier de Droixhe et ses premières constructions en hauteur. Avec la réduction des coûts et la pression des sociétés immobiliéres, l'architecture fonctionnelle est petit à petit abandonnée à la fin des années 50. La loi organique de l'aménagement du territoire et de l'urbanisme de 1962 aide les promoteurs à avoir une rentabilité immédiate des futures constructions en proposant un droit d'expropriation au profit du privé.
Jean Lejeune, historien et échevin des travaux publics de Liège, pousse à la réorganisation du quartier situé à la croisée de la rue des Croisiers et de la rue André Dumont. Il mélange alors les capitaux public et privé. De plus, en 1963, la ville adopte un nouveau réglement qui lie désormais la hauteur des immeubles à la largeur de la voirie, ce qui amène à de nombreux immeubles le long des boulevards. La tour Kennedy et la Tour Simenon sont alors mises en chantier,. La Tour Kennedy s'inscrit alors dans un complexe plus large, dénommé Chiroux-Kennedy-Croisiers. Il porte sur la création d'une bibliothèque et d'une maison de la culture, connue sous le nom des Chiroux, une école secondaire (athénée royal Charles Rogier), de bureaux et des logements. 
La ville de Liège obtient alors un « visage hybride » et la destruction de nombreuses batisses uni-familiales de style Art nouveau est entreprise dans un « climat d'indifférence ». 

### Construction

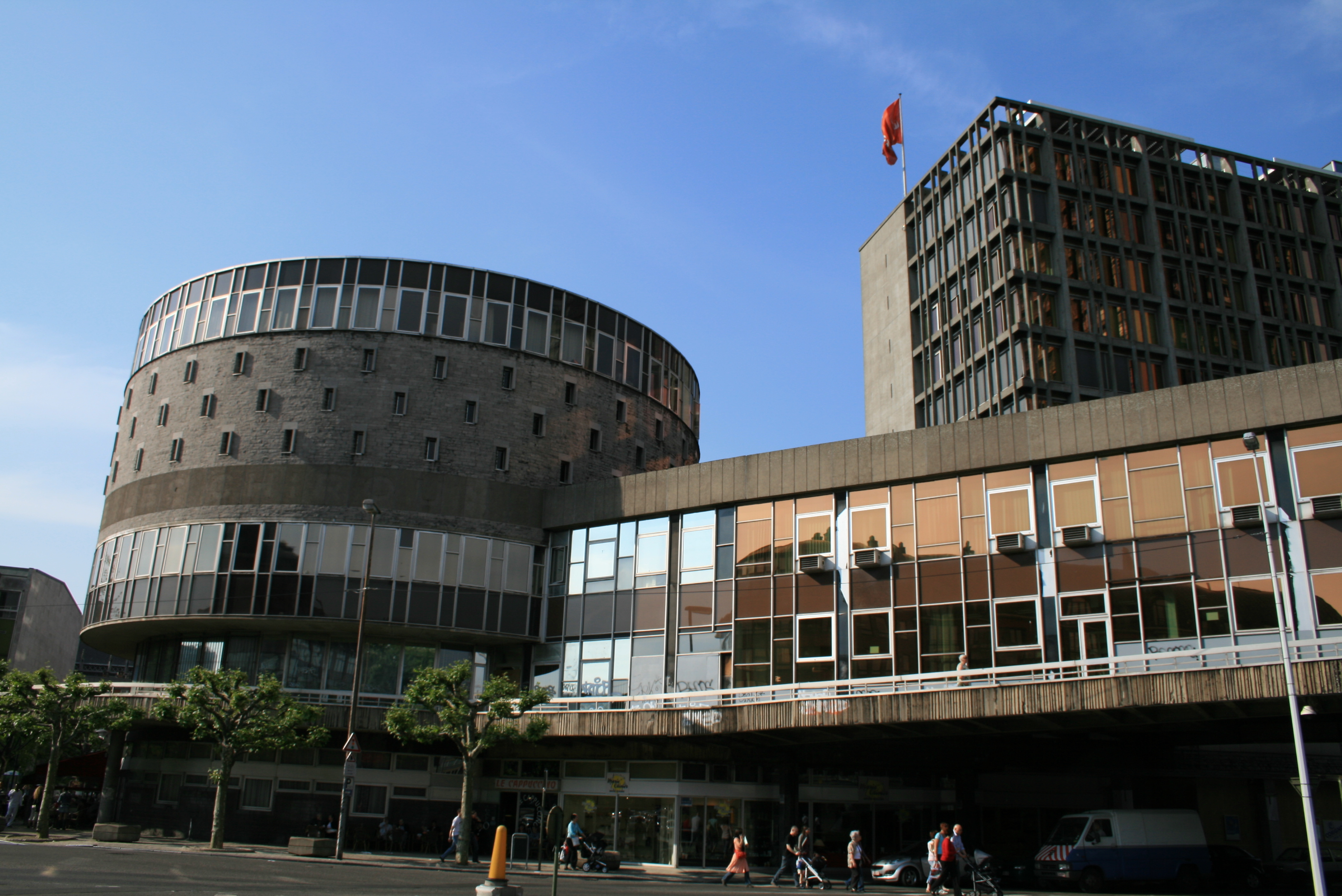
Complexe des Chiroux, la tour Kennedy étant hors cadre.

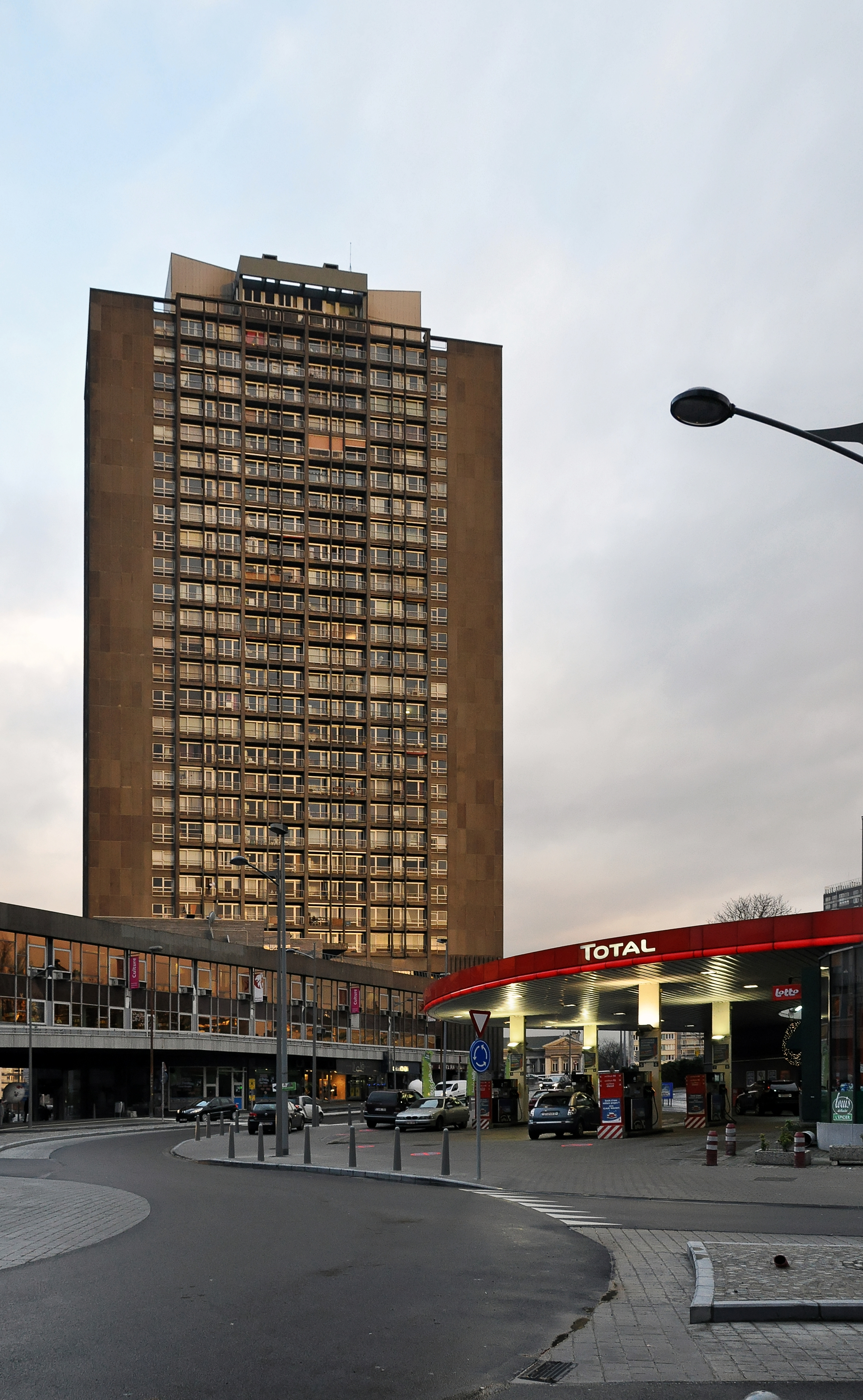
Tour Kennedy avec une passerelle (à gauche) qui la relie aux Chiroux.

Les lignes de l'ensemble architectural sont définies par l'architecte et urbaniste français Jean Royer, professeur à l'Institut d'urbanisme de Paris et à l'École spéciale d'architecture. Le projet porte initialement sur deux tours dominant une coupole. Finalement, le il évolue pour donner place aux Chiroux, dans un batîment circulaire, à la tour Kennedy et aux deux immeubles de bureaux qui l'encadrent.
La tour est conçue par les architectes Jean Poskin et Henri Bonhomme, auteurs de la Tour Simenon en 1963 et de la Cité administrative en 1967, dans le style international, un courant architectural en vogue à l’époque,. La tour est considérée comme « l'expression la plus aboutie du brutalisme dans le centre de Liège ».
La construction est réalisée par la société Solico-Demarche de 1967 à 1970. 

## Description
La tour est située au no 2 du quai Paul van Hoegaerden, sur la rive gauche de la Meuse, en oblique face au pont Kennedy. Elle est haute de 85 m. Elle est fabriquée en béton architectonique.
En 1979, la tour compte 217 unités de logement, dont 102 studios, sur 29 étages ; les taux moyens d'occupation, en 1975, sont d'environ 354 habitants pour l'immeuble et de 1,77 personnes par logement.
En juin 2024, au moment de l'incendie, les 27 niveaux de la tour sont occupés par 252 personnes.

## Faits divers
Le 10 janvier 2012, un incendie endommage partiellement trois appartements situés au 27e étage.
Le 30 mai 2020 à 9h du matin, une personne se suicide en sautant de la tour et perd la vie sur place.

### Incendie du 24 juin 2024
Le 24 juin 2024, un incendie se déclare dans les caves de la tour et se répand aux gaines d'alimentation. Le bâtiment est dès lors évacué, notamment en réalisant quinze sauvetages aériens par hélitreuillage au moyen d'un hélicoptère NH-90 de la 40e escadrille Héli de la base aérienne de Coxyde, ainsi qu'avec le renfort d'un MD-902 luxembourgeois du Luxembourg Air Rescue. Ce genre de sauvetage est une première en Belgique pour un incendie d'un immeuble de grande hauteur.Les pompiers de Liège font également appel aux pompiers d'Anvers avec leur bras élévateur articulé de 50 mètres ainsi qu'aux pompiers de Bruxelles avec leur auto-échelle de 64 mètres, la plus haute d'Europe, pour pouvoir accéder aux étages les plus hauts. D'autres renforts viennent de la zone de secours Vesdre - Hoëgne & Plateau ainsi qu'une unité de secours animalier de la zone de secours Hesbaye. La protection civile et la Croix-Rouge de Belgique sont également dépêchées sur place avec de nombreux services de police.
Au total, 244 personnes reçoivent des soins médicaux à la suite de l'événement. Par ailleurs, 23 animaux sont également secourus, dont trois nécessitent des soins hospitaliers. Le bilan de l'incendie compte trois décès.

## Images

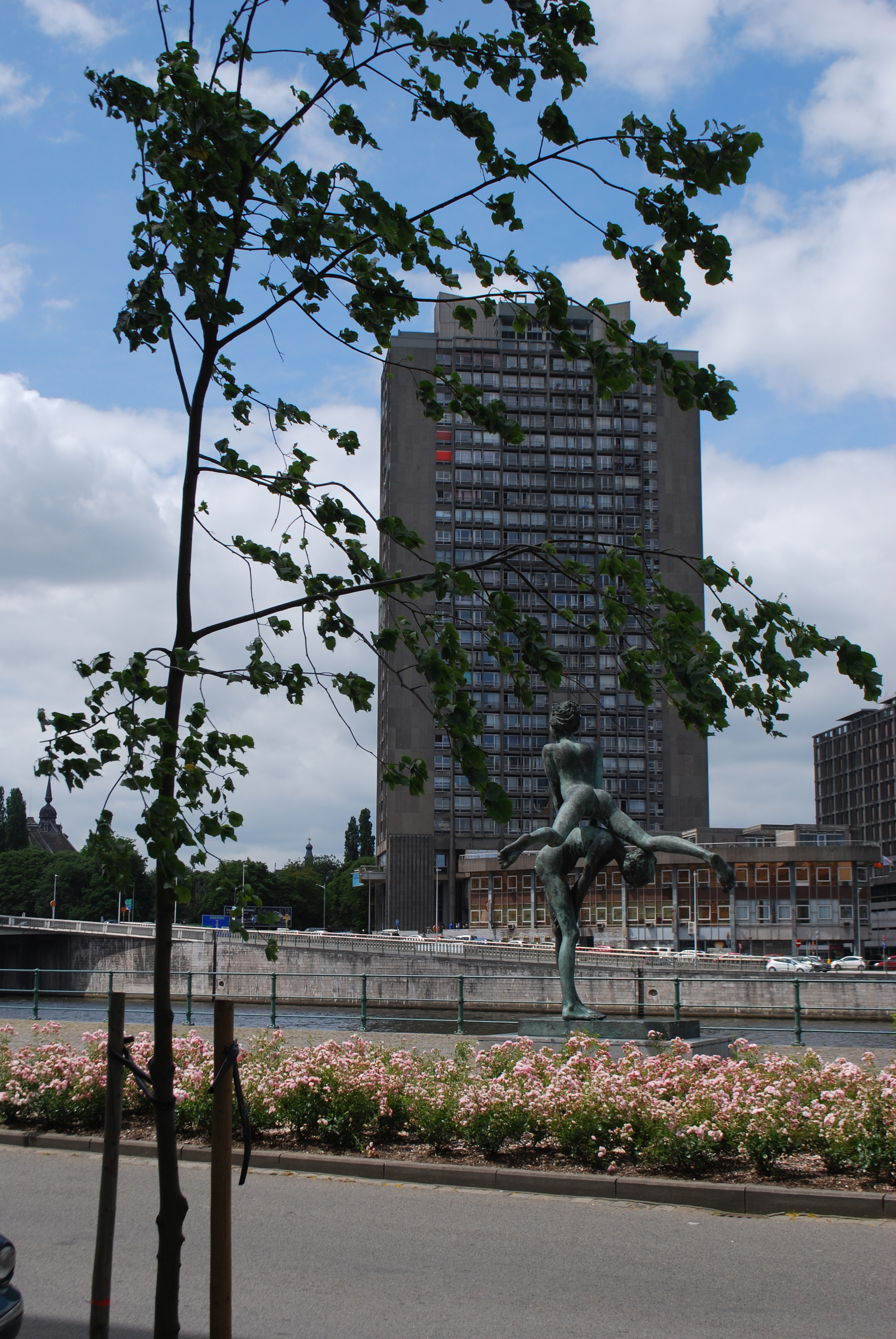
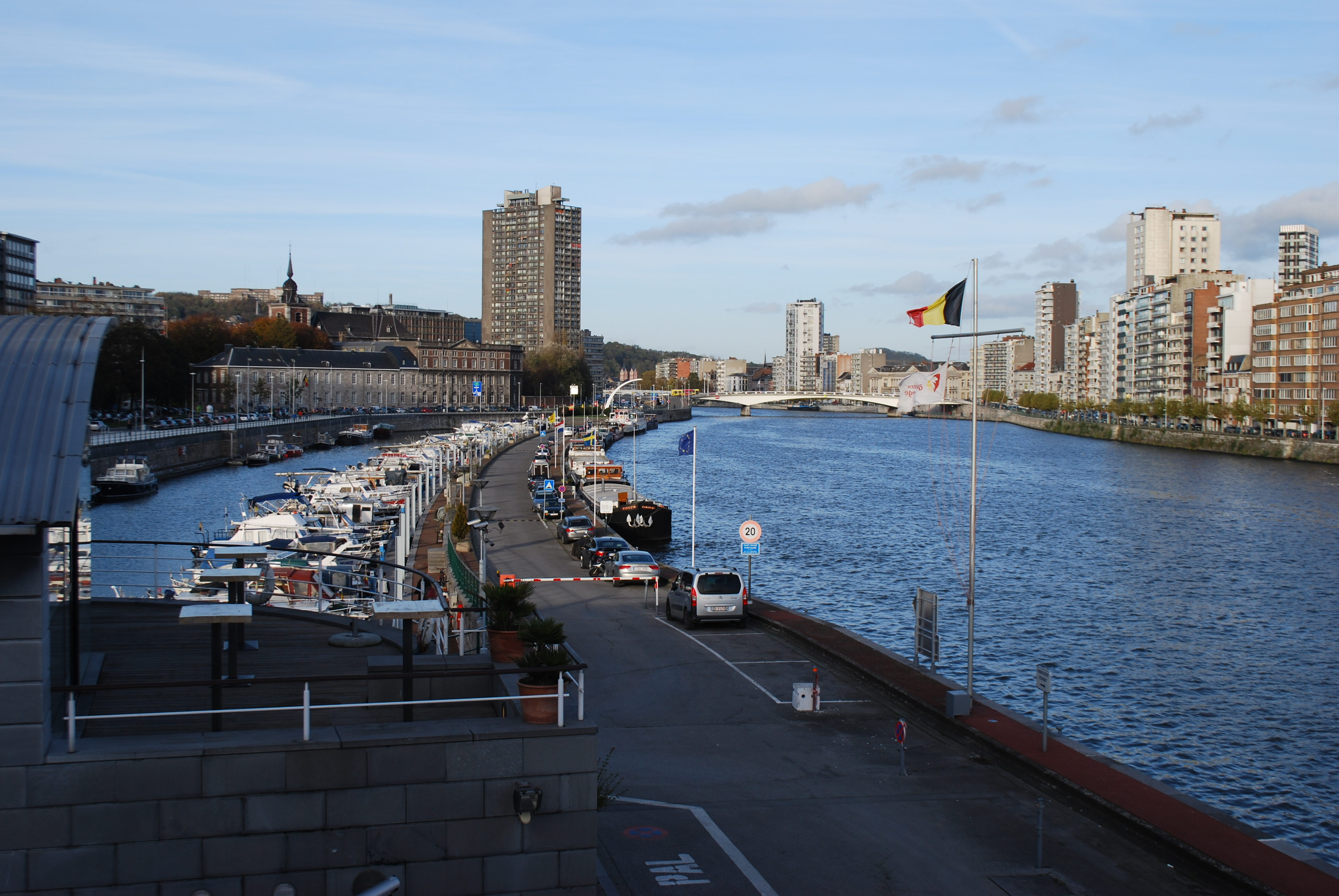
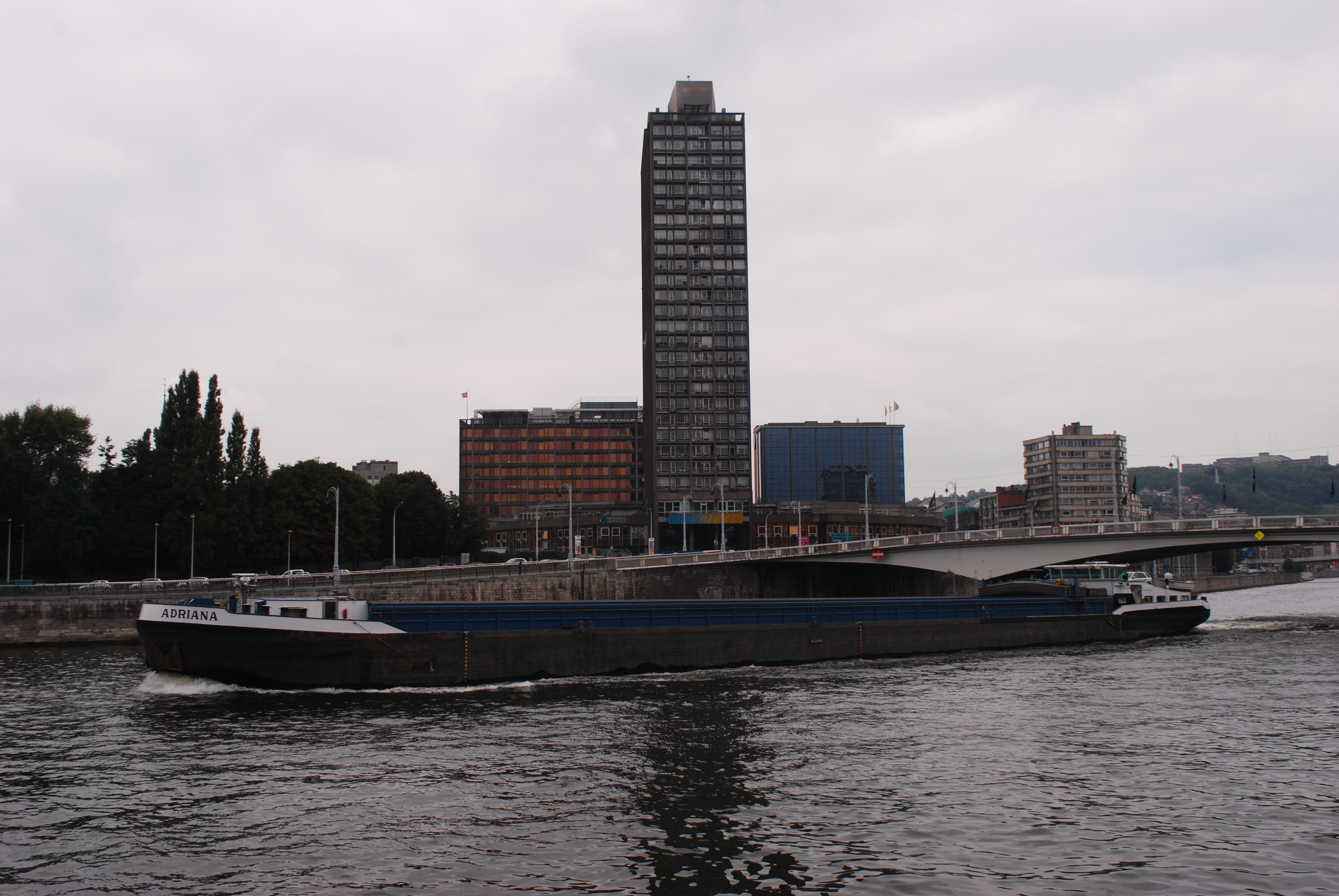
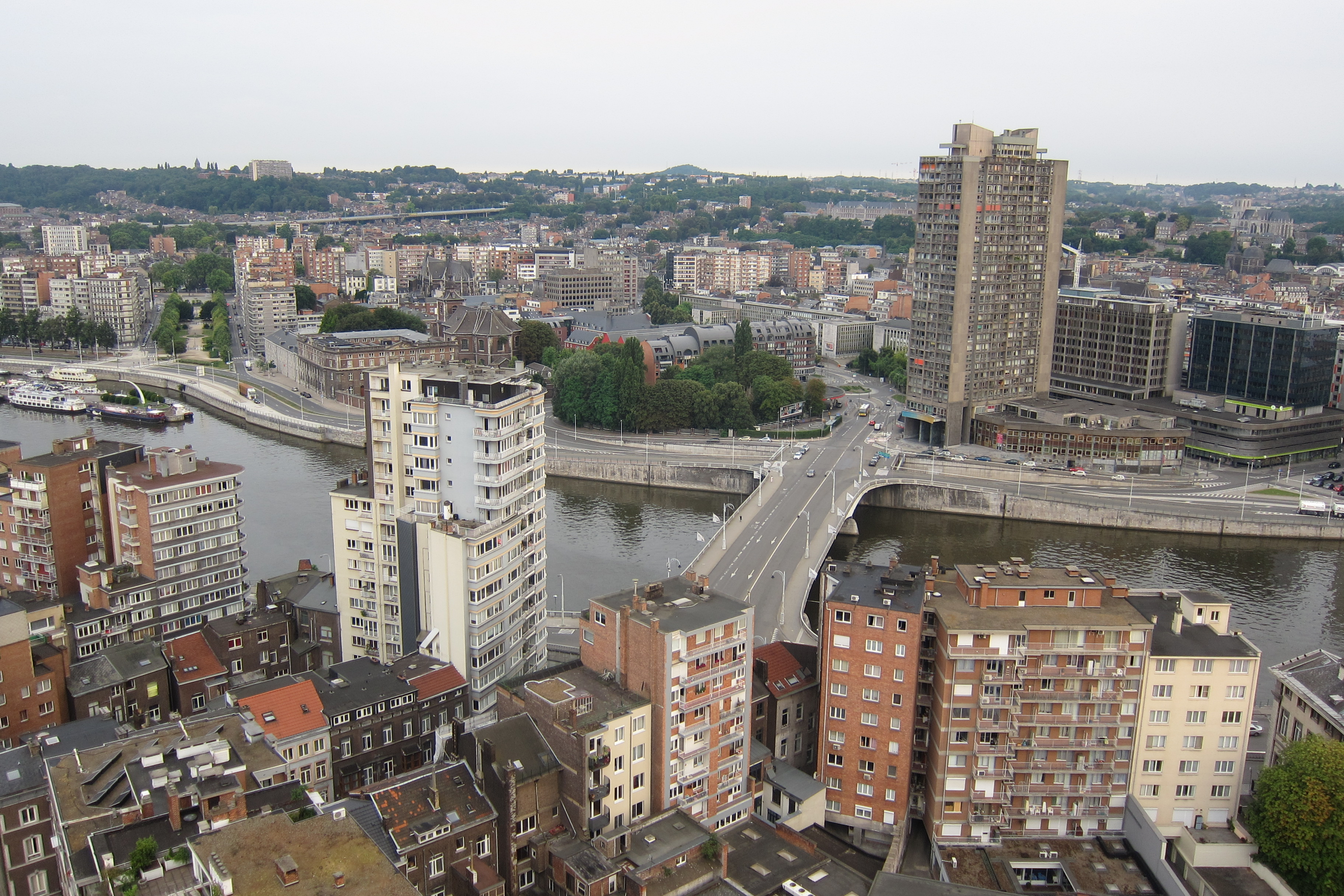